# Lugny (Saône-et-Loire)
Lugny é uma comuna francesa na região administrativa de Borgonha-Franco-Condado, no departamento Saône-et-Loire. Estende-se por uma área de 14 km². Em 2010 a comuna tinha 947 habitantes (densidade: 67,6 hab./km²).